# Eleccions al Parlament del Regne Unit de 2015
Les eleccions general de Regne Unit de 2015 es van dur a terme el 7 de maig de 2015 per triar el 56è Parlament del Regne Unit. La votació es va dur a terme en tots els 650 districtes electorals parlamentaris del Regne Unit, cadascun a triar una membre del Parlament, per a formar part de la Cambra dels Comuns, la cambra baixa del Parlament. A més de les eleccions generals, també hi va haver eleccions locals a la major part d'Anglaterra, amb l'excepció de l'àrea de Gran Londres.
La campanya electoral va estar dominada per l'especulació que els resultats constituirien un altre parlament sense majoria, però els sondeigs d'opinió van demostrar tenir subestimat el vot conservador, que va produir un resultat inesperadament. L'actual primer ministre, David Cameron, després d'haver governat des de 2010 en una coalició amb els liberal-demòcrates, va ser triat per a un segon mandat amb el 36,9% dels vots i 331 escons al Parlament. Amb una majoria parlamentària, els conservadors van ser capaços de formar el seu primer govern amb majoria des de 1992. David Cameron es va convertir en el primer Primer Ministre des de 1900 a ser reelegit amb un augment de la seva quota de vots populars i l'únic primer ministre que no sigui Margaret Thatcher per ser reelegit amb un augment d'escons del seu partit. El Partit Laborista, liderat per Ed Miliband, manté el seu estat com el principal partit de l'oposició, amb el 30,4% i 232 escons.
El Partit Nacional Escocès (SNP) va aconseguir 56 dels 59 escons possibles a Escòcia. Aquesta victòria arrasadora i sense precedents va convertir l'SNP en el tercer partit més gran en la Cambra dels Comuns. Els demòcrates liberals, encapçalats per Nick Clegg, van perdre 49 escons i el seu percentatge de vots va caure al seu nivell més baix des de les eleccions de 1970. Van acabar amb un total de 8 diputats, empatats amb el Partit Democràtic Unionista de Irlanda del Nord, i el seu líder, Nick Clegg va presentar la dimissió. La campanya s'ha caracteritzat per un perfil augmentat per al Partit de la Independència del Regne Unit (UKIP), que va acabar amb la tercera quota de votació més alta de 12,9%, però només va guanyar un sol seient, amb el líder del partit Nigel Farage incapaç de guanyar la circumscripció de Thanet Sud. Els resultats van portar Ed Miliband, Nick Clegg i Nigel Farage a dimitir com a líders del seu partit després de l'elecció.